# 이슈 인사이드
이슈 인사이드는 부산CBS 표준FM에서 평일 오후 5시부터 5시 30분까지 방송되는 라디오 인터뷰 프로그램이다.

## 역사
2021년 3월 1일 《모두의 인터뷰》로 방송을 시작해, 2021년 11월 8일부터 "이슈 인사이드"로 제목을 변경했다.

## 진행
- 국재일 아나운서

## 역대 방송시간
| 방송 채널      | 방송 기간                         | 방송 시간                  | 제목          |
| -------------- | --------------------------------- | -------------------------- | ------------- |
| 부산CBS 표준FM | 2021년 3월 1일 ~ 2021년 11월 5일  | 평일 낮 12:05 ~ 낮 12:30   | 모두의 인터뷰 |
| 부산CBS 표준FM | 2021년 11월 8일 ~ 2022년 9월 23일 | 평일 오후 5:30 ~ 저녁 6:00 | 이슈 인사이드 |
| 부산CBS 표준FM | 2022년 9월 26일 ~ 현재            | 평일 오후 5:00 ~ 오후 5:30 | 이슈 인사이드 |

## 같이 보기
- 부산CBS 표준FM